# 1,10-diclorodecano
El 1,10-diclorodecano, llamado también dicloruro de decametileno, es un compuesto orgánico de fórmula molecular C10H20Cl2. Es un haloalcano lineal de diez carbonos con dos átomos de cloro unidos respectivamente a cada uno de los carbonos terminales.

## Propiedades físicas y químicas
A temperatura ambiente, el 1,10-diclorodecano es un líquido incoloro que tiene su punto de ebullición a 275 °C y su punto de fusión a 15,6 °C.
Posee una densidad igual a la del agua, ρ = 0,999 g/cm³. En estado gaseoso, su densidad es 7,28 veces mayor que la del aire.
Su viscosidad a 20 °C es de 4,72 cP, superior a la del agua y comparable a la del 1-clorotetradecano.
El valor del logaritmo de su coeficiente de reparto, logP = 5,45, indica que es mucho más soluble en disolventes apolares —como el 1-octanol— que en disolventes polares, siendo prácticamente insoluble en agua.
El 1,10-diclorodecano puede reaccionar violentamente con agentes oxidantes fuertes.

## Síntesis
El 1,10-diclorodecano se sintetiza haciendo reaccionar 1,10-decanodiol con cloruro de tionilo.
Otra forma de obtener este cloroalcano es por descarboxilación térmica de biscloroformatos. Así, a partir del 1,10-decanodiil dicarbonoclorhidrato y usando cloruro de hexabutilguanidinio como catalizador, se obtiene 1,10-diclorodecano. El rendimiento es del 97%.
También puede realizarse esta descarboxilación usando dimetilformamida (DMF) como catalizador.
En otra vía de síntesis es por hidrólisis de Kolbe del ácido 6-clorohexanoico: se utilizan electrodos de titanio chapados de platino, metanol como disolvente y una pequeña cantidad de sodio metálico. El producto se acidifica luego con ácido clorhídrico.

## Usos
El 1,10-diclorodecanol se utiliza en la síntesis del fármaco dihidrocloruro de octenidina, surfactante activo contra bacterias grampositivas y gramnegativas que se emplea como antiséptico antes de procedimientos médicos. De forma general, el 1,10-diclorodecanol se usa en la producción de bis(4-alquilaminopiridina-1)alcanos, compuestos con propiedades antimicrobianas respecto a bacterias grampositivas, gramnegativas y hongos que exhiben también actividad antiviral.
Asimismo interviene en la producción de otro fármaco, el tiadenol.
El 1,10-dicloroalcano es precursor del 1,10-diazidodecano, monómero empleado en la fabricación de resinas epoxi.

## Biodegradación
Se ha estudiado la biodegradación del 1,10-diclorodecano por parte de la bacteria Pseudomonas sp. cepa 273, aislada de suelos. Dicha bacteria crece en suspensiones de 50% (vol/vol) de 1,10-diclorodecano como única fuente de carbono y energía. Este microorganismo es aerobio, por lo que la deshalogenación no se produce en condiciones anaerobias.

## Precauciones
El 1,10-diclorodecano es un compuesto combustible, siendo su punto de inflamabilidad 113 °C y su temperatura de autoignición 220 °C. Al arder pueden producirse emanaciones tóxicas de cloruro de hidrógeno y monóxido de carbono. El contacto con este producto provoca irritación en piel y ojos.